# Daniele Gaudi
Pour les articles homonymes, voir Gaudi (homonymie).
Daniele Gaudi, né le 12 juillet 1963 à Bologne en Italie, plus connu sous le nom de Gaudi, est un musicien, artiste solo et producteur de musique anglo-italien basé à Londres, et spécialisé dans le dub, l'electronica, le reggae et le worldbeat.
Sa production sonore caractéristique s'illustre sur plusieurs albums notoires, nommés pour des récompenses diverses, comme Mass Manipulation par Steel Pulse, lauréat du Grammy Award 2019 du meilleur album de reggae de l'année ou encore Dub Qawwali par Gaudi & Nusrat Fateh Ali Khan, lauréat du BBC Radio 3 Award for World Music en 2008. Ses travaux musicaux et collaborations ont parfois atteint le commet des classements internationaux, à l'exemple des albums Heavy Rain de Lee Scratch Perry, Mass Manipulation par Steel Pulse et Vessel Of Love par Hollie Cook, tous les trois numéro un du Billboard Reggae Chart, Rainford par Lee "Scratch" Perry, numéro deux du Billboard Reggae Chart et Jus'Come' Terra Terra remix avec Cool Jack, numéro un du UK Dance Chart.

## Productions
Au cours de sa carrière, Gaudi a produit, composé, remixé et travaillé avec : The Orb, Lee Scratch Perry, Nusrat Fateh Ali Khan, Deep Forest,  Simple Minds, Steel Pulse, Lamb, Scientist, Hollie Cook, Pete Namlook, Horace Andy, Bob Marley, The Beat, Sizzla, Trentemoller, Mad Professor, Adamski, Capleton, Maxi Priest, Shpongle, Desmond Dekker, Michael Rose, Elisa, Bill Laswell, Adrian Sherwood, Grandmaster Flash ft. KRS-One, Michael Franti, Dennis Bovell, Don Letts, African Head Charge, Patty Pravo, Martin Glover, Max Romeo, Almamegretta, Soom T, Cast, Afrika Bambaataa, Caparezza, General Levy, Apache Indian, Piero Pelù, Dubmatix, 1 Giant Leap avec Michael Stipe (de R.E.M.) et Asha Bhosle, Mansun, Zion Train ft Tippa Irie, Irene Grandi, Rocky Dawuni, Megative avec Mick Jones (du Clash), Lion D., Peter Andre, Beats Antique, Dub FX, Eraldo Bernocchi, Dub Pistols, Artful Dodger, Disciplinatha, Morgan, Colin Edwin (de Porcupine Tree), Natacha Atlas, Balkan Beat Box, Isola Posse All Stars, Banco De Gaia, Marty Dread, Delta-V avec Ornella Vanoni, Ojos de Brujo, Lina Sastri, The Gang, Sounds from the Ground, t.A.T.u, The Orb avec David Gilmour, Donatella Rettore, Jim Kerr (de Simple Minds), Mondo Marcio, Carbon Based Lifeforms, Suns of Arqa, Francesco Baccini, Hang Massive, N.O.I.A., Kinobe, Mazzy Star, Ink Project, Ricky Gianco, Scissor Sisters, The Bastard Sons of Dioniso, Kaya Project, Marty Dread, Aram Quartet, Tony Esposito, Dusted, Karen Ramirez, Raiz, Jestofunk avec Jocelyn Brown, Tripswitch, Dream Machine, Rebbie Jackson et Trilok Gurtu.